# 马泰奥·佩利恰里
马泰奥·佩利恰里（義大利語：Matteo Pelliciari，1979年1月22日—），意大利男子游泳运动员。他曾代表意大利参加2000年和2004年夏季奥林匹克运动会游泳比赛，其中2004年奥运会获得一枚铜牌。